# 몬스터 대학교
《몬스터 대학교》(Monsters University)는 2013년 개봉한 미국의 애니메이션 영화로, 《몬스터 주식회사》의 프리퀄이다.

## 줄거리
어린 마이크 와조스키는 수업 견학으로 몬스터 주식회사 공장을 방문하여 '겁주기 전문가'가 어떻게 인간 아이들의 비명을 에너지로 사용하여 몬스터 세계에 전력을 공급하는지 배운다. 그는 몰래 겁주기 전문가를 따라 인간 세계로 통하는 문을 통해 그가 일하는 모습을 지켜본다. 겁주기 전문가는 마이크의 위험한 행동에 놀라지만, 그의 은밀함에 감명받아 자신의 몬스터 대학교(MU) 모자를 건넨다.
몇 년 후, 마이크는 몬스터 대학교의 겁주기 프로그램에 등록하고 랜달 "랜디" 보그스를 룸메이트로 배정받는다. 첫 수업 날, 겁주기 프로그램의 학장이자 몬스터 대학교 총장인 애비게일 하드스크래블은 첫 학기 기말고사에 낙제하는 학생들은 겁주기 프로그램을 떠나야 할 것이라고 경고한다. 마이크는 유명한 겁주기 전문가의 아들인 제임스 P. "설리" 설리번을 만난다. 설리는 캠퍼스 최고의 학생 클럽인 RΩR(로어 오메가 로어)에 가입하지만, RΩR은 마이크가 충분히 무섭게 보이지 않는다는 이유로 그를 거부한다. 다음 몇 달 동안 마이크는 자신을 발전시키기 위해 열심히 노력하고 공부하는 반면, 설리는 가문의 이름과 타고난 재능에 의존하여 게으름을 피운다. 학기 내내 마이크와 설리 사이에는 격렬한 경쟁이 형성되고, 그들은 서로를 성공에 대한 자신들의 견해와 반대되는 존재로 여긴다. 시험 날, 하드스크래블의 소중한 비명통을 실수로 부수면서 두 사람의 경쟁은 통제 불능 상태가 된다. 그녀는 직접 둘 다 시험하여 낙제시킨다. 설리는 기술 지식 부족과 성급함으로, 마이크는 육체적으로 '무섭지 않다'는 이유로 낙제하고, 설리는 즉시 RΩR에서 쫓겨난다.
다음 학기, 설리와 마이크는 둘 다 전공을 겁주기에서 비명통 디자인으로 바꾼다. 설리는 마이크에게 화를 냈고, 마이크는 자신의 외모 때문에 겁주기 프로그램을 계속할 수 없다는 사실에 절망하고 속상해한다. 자신의 가치를 증명하기 위해 마이크는 연례 겁주기 대회에 부적합자들로 구성된 작은 학생 클럽인 OK(우즈마 카파)를 팀으로 삼아 참가하며, 하드스크래블과 거래를 한다. 만약 OK가 우승하면 그들과 마이크는 겁주기 프로그램으로 돌아오고, 그렇지 않으면 마이크는 몬스터 대학교를 떠나야 한다는 것이다. 대회에 완전하게 참가하기 위해 팀원 한 명이 부족하자 설리가 자원한다. 랜디가 RΩR 팀에 합류하면서 마이크와의 우정은 끝나지만, 마이크는 마지못해 설리를 받아들인다. 처음에 OK는 첫 라운드에서 꼴찌를 하지만, 다른 팀이 부정행위로 실격되어 탈락을 면하고, 간신히 두 번째 라운드를 통과한다. RΩR은 OK를 대회 중간 파티에 초대하고, 그들에게 굴욕적인 장난을 치고 그 사진을 캠퍼스 전체에 게시한다. 팀은 낙담하고, 마이크는 그들을 몬스터 주식회사로 데려간다. 그들은 몰래 잠입하여 겁주기 전문가들이 자신들의 차이점을 강점으로 활용하는 것을 지켜본다. 경비원에게 쫓겨난 후, 활력을 되찾은 팀은 마이크의 코칭 아래 함께 일하기 시작하고 다음 두 가지 도전을 RΩR 바로 뒤에서 통과한다. 마지막 도전에서 OK와 RΩR은 시뮬레이터에서 1대1 경기로 맞붙어 각각 더미 아이를 겁주려 한다. 마이크가 겁주기로 최고 점수를 기록하면서 OK가 승리한다.
그러나 마이크는 나중에 설리가 마이크의 차례에 시뮬레이터 설정을 조작하여 승리를 보장했다는 것을 발견하고, 둘 사이에 불화가 생긴다. 나머지 OK 멤버들은 실망하여 트로피를 버리고, 설리는 자신이 한 일에 부끄러워하며 하드스크래블에게 죄를 고백한다. 설리의 배신에 격분한 마이크는 누구도 자신에게 공정한 기회를 줄 수 없다고 판단하고, 자신이 무섭다는 것을 증명하기 위해 실험적인 문을 통해 인간 세계로 몰래 들어가 여름 캠프 오두막에 가득 찬 아이들을 만나지만, 그들 중 아무도 자신을 두려워하지 않는다는 것을 알게 된다. 마이크의 곤경에 책임감을 느낀 설리는 경비와 하드스크래블을 몰래 지나 마이크를 쫓아간다. 설리는 마이크에게 자신의 두려움을 고백하고, 하드스크래블이 다른 몬스터들을 안전하게 지키기 위해 문을 비활성화하는 순간 그들은 화해한다. 두 사람은 힘을 합쳐 레인저들을 겁주어 그들 쪽에서 문에 전력을 공급할 수 있을 만큼 충분한 에너지를 생성하고, 문이 폭발하는 순간 탈출한다.
설리와 마이크는 자신들의 행동에 대한 처벌로 몬스터 대학교에서 퇴학당하지만, 다른 OK 멤버들은 겁주기 프로그램에 초대된다. 마이크와 설리가 떠날 때, 하드스크래블은 그들이 자신을 놀라게 했고 겁주기 전문가로서 몬스터의 잠재력에 대한 자신의 시야를 바꾸었다고 인정하며, 앞으로도 다른 사람들을 계속 놀라게 할 수 있기를 희망한다고 표현한다. 두 사람은 몬스터 주식회사 우편물 분류실에서 일하기 시작하고 수년 동안 회사에서 승진하여 설리는 겁주기 전문가가 되고 마이크는 그의 겁주기 조수가 된다.

## 등장 인물
- 왼쪽이 영어,오른쪽이 한국어판.
- 설리-존 굿맨/김진태
- 마이크-빌리 크리스털/이인성
- 랜달-스티브 부세미/김익태
- 하드스크래블 - 헬렌 미렌/이진화
- 돈 칼튼 - 조엘 머리/탁원제
- 스퀴시 - 피터 손/백승철
- 아트 - 찰리 데이/이장원
- 테리 아이 - 숀 헤이스/남도형
- 테리 와이 - 데이브 폴리/이호인
- 여자 아나운서 - 김옥경

## 한국어 제작
- 한국어 제작: Disney Character Voices International Inc.

## 내용주
1. ↑  두 영화 모두 몬스터 주식회사 (2001년)에서 설리가 부를 만나기 전, 몬스터들이 인간 아이들이 독성이 있다고 오해하고 있음을 분명히 보여준다.